# آدم كيرستن
آدم كيرستن (بالبولندية: Adam Kersten)‏ هو نقابي ومؤرخ بولندي، ولد في 26 أبريل 1930 في Kutno ‏ في بولندا، وتوفي في 11 يناير 1983 في وارسو في بولندا.